# Kepler-42 c
Kepler-42 c, precedentemente KOI-961.02 poi KOI-961 c, è un esopianeta in orbita attorno a Kepler-42, una stella situata a circa 131 anni luce (40 pc) dal Sistema Solare, nella costellazione di Cigno. Un sistema planetario di almeno tre esopianeti, con dimensioni simili a Marte e Venere, è stato rilevato intorno a questa nana rossa l'11 gennaio 2012, con il metodo del transito con l'aiuto del telescopio spaziale Kepler.
Kepler-42 c è un pianeta con un raggio di 0,73 volte quello della Terra. Orbita intorno alla sua stella in poco meno di 11 ore, ha una temperatura media di equilibrio di circa 445 °C (833 °F). A causa della temperatura, non è adatto alla vita.
È bloccato in modo sincrono in una rotazione sincrona. Quindi, fa una rotazione completa ogni volta che completa un'orbita. Di conseguenza, c'è un lato eterno del giorno e un lato notturno permanente.